# Paul Neven
Paul Pierre Hubert Neven (Tongeren, 28 december 1870 - 26 december 1946) was een Belgisch liberaal politicus en burgemeester.

## Levensloop
Hij promoveerde tot doctor in de rechten, waarna hij beroepshalve advocaat en notaris werd. Tevens was hij industrieel.
Neven werd politiek actief voor de Liberale Partij en werd voor deze partij in 1907 verkozen tot gemeenteraadslid van Tongeren, waar hij van 1927 tot 1932 burgemeester was. Tevens was hij provincieraadslid van Limburg.
Bovendien was hij voor het arrondissement Tongeren-Maaseik meermaals lid van de Kamer van volksvertegenwoordigers: van 1908 tot 1912, van 1914 tot 1925, van 1929 tot 1932 en van 1936 tot 1938.

## Bron
- VAN MOLLE, P., Het Belgisch Parlement 1894-1972, Antwerpen, 1972.